# تونیکا سلی-تامپسون
تونیکا سلی-تامپسون (به انگلیسی: Tonika Sealy-Thompson) (زادهٔ ۳۰ ژانویهٔ ۱۹۷۷) دیپلمات، فعال عدالت اجتماعی و آموزشی اهل باربادوس است. او در سال ۲۰۱۹ به‌عنوان سفیر باربادوس در برزیل منصوب شد و هم‌اکنون به‌عنوان سفیر باربادوس در آرژانتین، شیلی، پاراگوئه و اروگوئه فعالیت می‌کند.

## تحصیلات
سلی تامپسون در سال ۲۰۰۱ از دانشگاه منچستر با درجهٔ ممتاز در زبان‌های خارجی مدرن - فرانسوی، اسپانیایی و پرتغالی فارغ‌التحصیل شد. او در سال ۲۰۰۴ تحصیلات تکمیلی‌اش را در دانشگاهی در باربادوس و دانشگاه کارلتون در کانادا در زمینهٔ سیاست تجارت بین‌المللی و دیپلماسی را دنبال کرد. وی در سال ۲۰۱۱ مدرک کارشناسی ارشد مدیریت کسب‌وکار (MBA) را از مدرسهٔ بازرگانی بین‌المللی هالت پردیس شانگهای و مؤسسهٔ تجارت خارجی شانگهای دریافت کرد. سلی تامپسون علاوه بر اینکه به زبان‌های فرانسه، اسپانیایی، و پرتغالی تسلط دارد، به زبان‌های آلمانی و ماندارین نیز صحبت می‌کند.

## زندگی حرفه‌ای
قبل از انتصابش به عنوان سفیر، او برای دکترا در مطالعات عملکرد و علوم انسانی شهری جهانی در دانشگاه کالیفرنیا، برکلی تحصیل می‌کرد. تحقیقات او پیوندهای بین زنان در سیاست و هنرهای نمایشی را در سه مکان بررسی می‌کرد: باربادوس، منطقهٔ خلیج مکزیک و برزیل. سلی تامپسون به منظور تصدی این انتصاب به عنوان سفیر، تحقیقات خود را به حالت تعلیق درآورد و در سال ۲۰۱۸ موفق به دریافت مدرک کارشناسی ارشد در مطالعات عملکردی شد. در طول مدتی که در دانشگاه کالیفرنیا، برکلی بود، او فعالانه در اشکال مختلف فعالیت‌های عدالت‌خواهانه شرکت کرد و علاوه بر تحقیقاتش، میزبان کارگاه‌های آموزشی ضد نژادپرستی نیز بود. برای این کار، او جایزهٔ عدالت اجتماعی مایکل منسفیلد و رندی سورینگن را برای «تعالی هنری در ایجاد جهانی عادلانه‌تر و فراگیرتر» دریافت کرد.

### دوران سفارت
سلی تامپسون در زمان انتصاب خود، جوانترین زن سفیر باربادوس در سن ۴۲ سالگی بود. در سال ۲۰۱۹، او از ایالت باهیا بازدید کرد تا ارتباطات بین آن و باربادوس را بررسی کند، به ویژه در رابطه با میراث مشترک جمعیت سیاه‌پوست در هر دو مکان. تامپسون همچنین در برپایی جشنوارهٔ فرهنگ کارائیب در پورتو ولیو، جایی که یک جامعهٔ باربادوسی وجود دارد، نقش بسزایی داشت. در سال ۲۰۲۰، وی به همراه سفرای رومانی و ایرلند از اولیندا دیدار کرد. در سال ۲۰۲۱ در طول همه‌گیری کووید ۱۹، تامپسون با مرکز UWI Cave Hill برای یادگیری زبان انگلیسی و مرکز زبان کالج جامعهٔ باربادوسی برای ایجاد یک برنامهٔ بورسیهٔ آنلاین نوآورانهٔ زبان انگلیسی به افتخار فرزندان چندزبانهٔ باربادوس در برزیل همکاری کرد. بین سال‌های ۲۰۲۲ تا ۲۰۲۳ او به‌عنوان سفیر باربادوس در آرژانتین، شیلی و پاراگوئه، و اروگوئه نیز انجام وظیفه کرد.

### زندگی هنری
سلی تامپسون با متصدی سنگالی، خانم N'Goné Fall، به عنوان هماهنگ‌کنندهٔ جشنواره برای دومین جشنوارهٔ هنرهای آفریقایی کارائیب و اقیانوس آرام (ACP) در کیپ ورد، بروکسل و باربادوس کار کرده‌است. او جشنوارهٔ سالانهٔ ماهی و اژدها را تأسیس کرد، که یک پروژهٔ همکاری بین دولت‌های باربادوس و جمهوری خلق چین، است و دو دورهٔ اول آن در بریج‌تاون در سال‌های ۲۰۱۵ و ۲۰۱۶ تحت مدیریت مستقیم او و از سال ۲۰۱۶ تا ۲۰۱۹ تحت نظارت سایرین برگزار شد. او با شریک زندگی خود استفانو هارنی پروژه هنری Ground Provisions را پایه‌گذاری کرد.